# I. Ptolemaiosz
I. Ptolemaiosz Szótér (ógörögül: Πτολεμαίος Σωτήρ, Kr. e. 367 – Kr. e. 282 áprilisa/júniusa) makedón diadokhosz, az Egyiptomban uralkodó Ptolemaida-dinasztia alapítója és első fáraója Kr. e. 305-től haláláig.

## Katonai karrierje
Édesapja a közrendű Lagosz volt, aki után a dinasztiát olykor Lagidák néven említik, édesanyja, Arszinoé viszont az Argeaszok uralkodóházára vezette vissza származását. Ezáltal Ptolemaiosz már fiatalon a trónörökös, III. Alexandrosz (Nagy Sándor) környezetének tagja lett. Kr. e. 330-tól az uralkodó haláláig a hétfős testőrség tagja (szómatophülax) volt, részt vett a Perzsa Birodalom ellen vezetett, Indiáig jutó hadjáratban. Kr. e. 324-ben a szúzai menyegzőn Artakamát, Artabazosz daszküleioni és baktriai satrapa lányát, II. Artaxerxész perzsa nagykirály dédunokáját vette feleségül. Végül Kr. e. 323-ban Egyiptom satrapájává (helytartójává) nevezte ki az uralkodó.

## A birodalomalapító

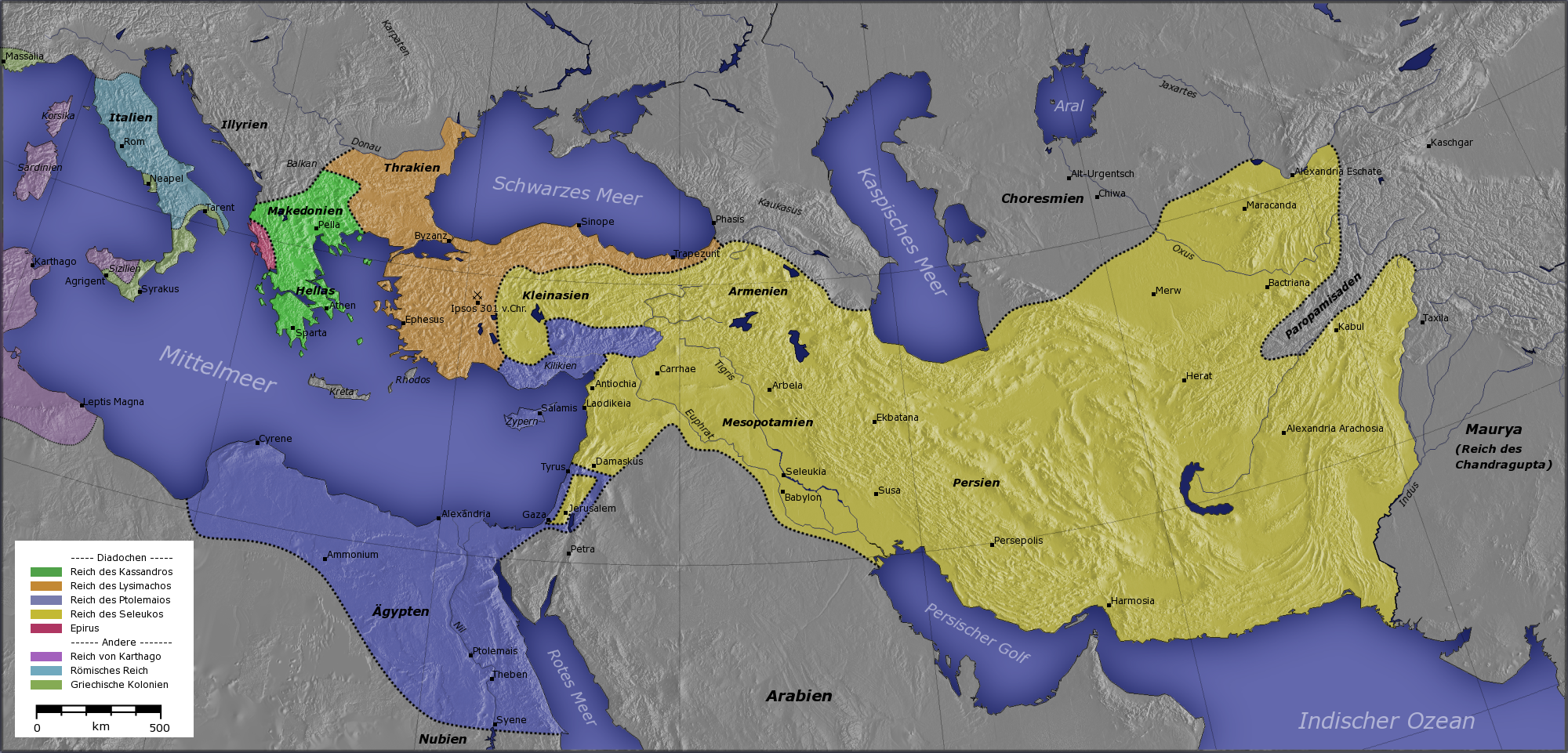
A hellenisztikus birodalmak az ipszoszi csata után
Ptolemaiosz királysága
Más diadokhoszok:
Szeleukosz királysága
Lüszimakhosz királysága
Kasszandrosz királysága
Egyéb államok
Épeirosz
Karthágó
Római Köztársaság
görög gyarmatok

Nagy Sándor ugyanez év június 10-én meghalt, a királyságot visszamaradott féltestvére, III. Philipposz Arrhidaiosz, és utószülött fia, a csecsemő IV. Alexandrosz örökölte. A katonai főhatalom Perdikkasz kezébe került, Kraterosz pedig Philipposz gyámja és kincstárnok lett. Ptolemaiosz kezdettől fogva a birodalom feldarabolásának pártján állt, és véleményéről tetteivel adott tanúbizonyságot: már Nagy Sándor halálának évében tartományához csapta Kürénét. Perdikkasz ekkor úgy döntött, hogy az uralkodó holttestét az eredeti elhatározást megváltoztatva nem isteni atyja, Ámon mellé temetik Egyiptom földjén, hanem földi nemzője, II. Philipposz makedóniai sírjánál helyezik örök nyugalomra. Ptolemaiosz tisztában volt Alexandrosz maradványainak politikai jelentőségével, ezért Kr. e. 322-ben Damaszkusznál megtámadta a halottas menetet, elragadta a holttestet, és Memphiszben adta meg neki a végtisztességet.
Időközben kialakult a Perdikkasz-ellenes koalíció: Kraterosz, Ptolemaiosz és Lüszimakhosz trákiai helytartó egyaránt Antipatrosz, az európai hadak sztratégoszának (főparancsnok) egy-egy leányát vette feleségül. (Ptolemaiosz feleségét Eurüdikének hívták.) Perdikkasz úgy döntött, hogy szembeszáll a kihívóival. Krateroszt ugyan sikerült levernie Kis-Ázsiában Eumenész kappadókiai helytartó segítségével, de a személyesen vezetett egyiptomi hadjárata kudarcba fulladt: saját tisztjei – Szeleukosz, Pheithón és Arrhidaiosz – megölték, majd felajánlották Ptolemaiosznak a kormányzói széket. Ő azonban továbbra is kitartott a birodalom felbontásának terve mellett, így visszautasította a felkérést.
Kr. e. 320-ban Antipatrosz lett a kormányzó, azonban Kr. e. 319-ben elhunyt. Utódjául nem Kasszandrosz nevű fiát, hanem Polüperkhónt, többek között a gaugamélai csata hősét nevezte ki. Polüperkhón hatalmát a legnagyobb hadvezérek nem fogadták el: elsőként Ptolemaiosz lázadt fel, és meghódította Szíriát és Föníciát, legyőzve azok helytartóját, mütilénéi Laomedónt. Föníciára támaszkodva hatalmas hajóhadat épített ki, és messze a legnagyobb hatalommal bírt a korszak politikájának alakítói között, ezt azonban józan mértéktartással eddigi szerzeményei biztosítására használta fel, nem pedig hódításra.
A Kr. e. 310-es években Nagy Sándor minden rokonát – fivérét: Philipposzt, sógornőjét: Eurüdikét, özvegyét: Rhóxanét, anyját: Olümpiaszt és fiát: Alexandroszt – kivégezték. Kr. e. 315-ben a kormányzó a Polüperkhónt elűző Kasszandrosz volt, aki a Kis-Ázsiában hatalmas területet uraló Antigonosz és fia, Démétriosz ellen szövetkezett Ptolemaiosszal, Lüszimakhosszal és a korábban Ptolemaioszhoz menekült babiloni helytartóval, Szeleukosszal. Kr. e. 315-ben kitört a háború, és Antigonosz elfoglalta Szíriát és Föníciát. Kr. e. 312-ben azonban a koalíció javára billent a mérleg: Gázánál legyőzték Démétrioszt, aminek eredményeképpen Szeleukosz visszaszerezhette Babilont, Ptolemaiosz pedig Föníciát. Hamarosan Ciprust is megszállta. Kr. e. 311-ben békét kötöttek, de Kr. e. 307-ben kiújult a háború, immár Európában. Ptolemaiosz a flottáját küldte Antigonoszék ellen, ám Démétriosz Kr. e. 306-ban Szalamisznál tönkreverte a számbeli fölényben levő egyiptomi flottát, sőt megkísérelt partra szállni Ptolemaiosz tartományában. Ez utóbbit a Nílus áradása és a kikötést megakadályozó északi szél mentette meg a pusztulástól.

## Ptolemaiosz királysága
A diadokhoszok közül először Antigonoszt és fiát kiáltották ki királynak a szalamiszi győzelem után. Nemsokára a többiek, így Ptolemaiosz is (Kr. e. 305/304.), követték a példájukat. Az egységes birodalom álma szertefoszlott. A dinasztiaalapító király isteni melléknevet vett fel (szótér görögül megváltót, megmentőt jelent, és általában Zeusz jelzője volt). Kr. e. 303-tól kezdve Lüszimakhosz, Szeleukosz és Ptolemaiosz szövetkezett Antigonosz és fia ellen. Az egyiptomi uralkodó Szíriában hódított, mielőtt az ipszoszi csatában („királyok csatája”) Kr. e. 301-ben győzelmet arattak volna a szövetséges csapatok.
Kr. e. 298-ban stabilizálta hatalmát Kürénében. Fő külpolitikai célkitűzése az volt, hogy az egyiptomi magterületeket minél több távoli előőrssel vegye körül. A helyi, hódítóktól elzárkózó lakossággal szemben türelmet tanúsított, nem erőltetett rájuk új törvényeket és felettes hatóságokat.
A király Kr. e. 282/282 telén hunyt el, nem sokkal nagy ellenfele, a makedóniai Démétriosz után. A trónon második feleségétől, Berenikétől származó kisebbik fia, II. Ptolemaiosz Philadelphosz követte, aki Egyiptomon kívül Dél-Szíriát, Föníciát, Kürénaikét, Ciprust és Kis-Ázsia déli partvidékének uralmát, valamint jelentős hellaszi befolyási területet is örökölt. Eurüdikétől született idősebbik fia, Ptolemaiosz Keraunosz Kr. e. 281-ben rövid ideig megszerezte Makedónia trónját.